# علم الجزائر
علم الجزائر يمثل الجمهورية الجزائرية الديمقراطية الشعبية وهو أحد رموزها الوطنية. يتألف من لونين: أخضر وأبيض، ويتوسط العلم هلال ونجمة حمراوين، واستخدم لأول مرة في 3 يوليو 1962م بصفة رسمية. وكان أول علم للدولة الجزائرية لمؤسسها الأمير عبد القادر في القرن التاسع عشر، واحتوى على اللونين الموجودين الآن (الأبيض والأخضر)، أما الهلال والنجمة فقد كانا موجودين في العلم التي رفع في الجزائر بين القرنين السادس عشر والتاسع عشر، والذي تكون من هلال ونجمة أبيضان على خلفية حمراء.
خصائص العلم الجزائري معرفة بالقانون (رقم 63-145) لـ 25 أبريل 1963م. حسبَ المادة السادسة منَ الدستور الجزائري :«العلَم الوطنيّ والنّشيد الوطنيّ من مكاسب ثورة أول نوفمبر 1954 وهما غير قابلين للتغيير.»«هذان الرمزان من رموز الثورة، هما رمزان للجمهورية بالصفات التالية:»«علم الجزائر أخضر وأبيض تتوسطه نجمة وهلال أحمرا اللون.»«النشيد الوطني هو "قسمًا" بجميع مقاطعه.»«يحدد القانون ختم الدولة.»

## العلم الجزائري عبر التاريخ
شكل تاريخ العلم الجزائري ومختلف المراحل التي مر بها قبل الاحتلال الفرنسي للجزائر وإلى غاية الاستقلال موضوع محاضرة نظمت يوم الخميس 20 نوفمبر 2008 بنادي عيسى مسعودي في إطار الاحتفال بعيد الاستقلال.
وأبرز المؤرخون في هذا الإطار أن من مميزات «العلم الجزائري» خلال الخلافة العثمانية هو اللون الأحمر الذي كان اللون الأساسي في البلدان الإسلامية مشيرًا إلى أن مصادر فرنسية ذكرت أن «النقيب جو فروا» إنتزع عند دخول القوات الفرنسية الغازية الأراضي الجزائرية سنة 1830م علمًا أحمرًا من على حصن الداي، ونقلت كتب التاريخ رسمًا لعلم الداي حسين الذي كان عبارة عن قطعة من الحرير الأحمر وسطها مقص مفتوح باللون الذهبي يرمز لذو الفقار سيف الصحابي علي بن أبي طالب.
وبعد ذلك صممت المقاومة الشعبية بقيادة الأمير عبد القادر الجزائري لواءً جديداً أعلاه وأسفله من الحرير الأخضر ووسطه من الحرير الأبيض رُسمت عليه يد مبسوطة محاطة بعبارات نصر من الله وفتح قريب وناصر عبد القادر بن محي الدين مضيفًا أن كل من الرسم والكتابة كانتا باللون الذهبي.
وفي سنة 1934م قام أحد أعضاء حزب نجم شمال إفريقيا بتصميم «العلم الجزائري» على شكله الحالي واسمه حسين بن أشنهو الذي كان متواجدًا بالعاصمة الفرنسية باريس، وأول ظهور للعلم بشكله النهائي والحالي كان خلال مظاهرات 8 مايو 1945م في سطيف، حمله الكشاف سعال بوزيد لأول مرة، وكان الشاب بوزيد أول شهيد سقط في هذه المظاهرات.

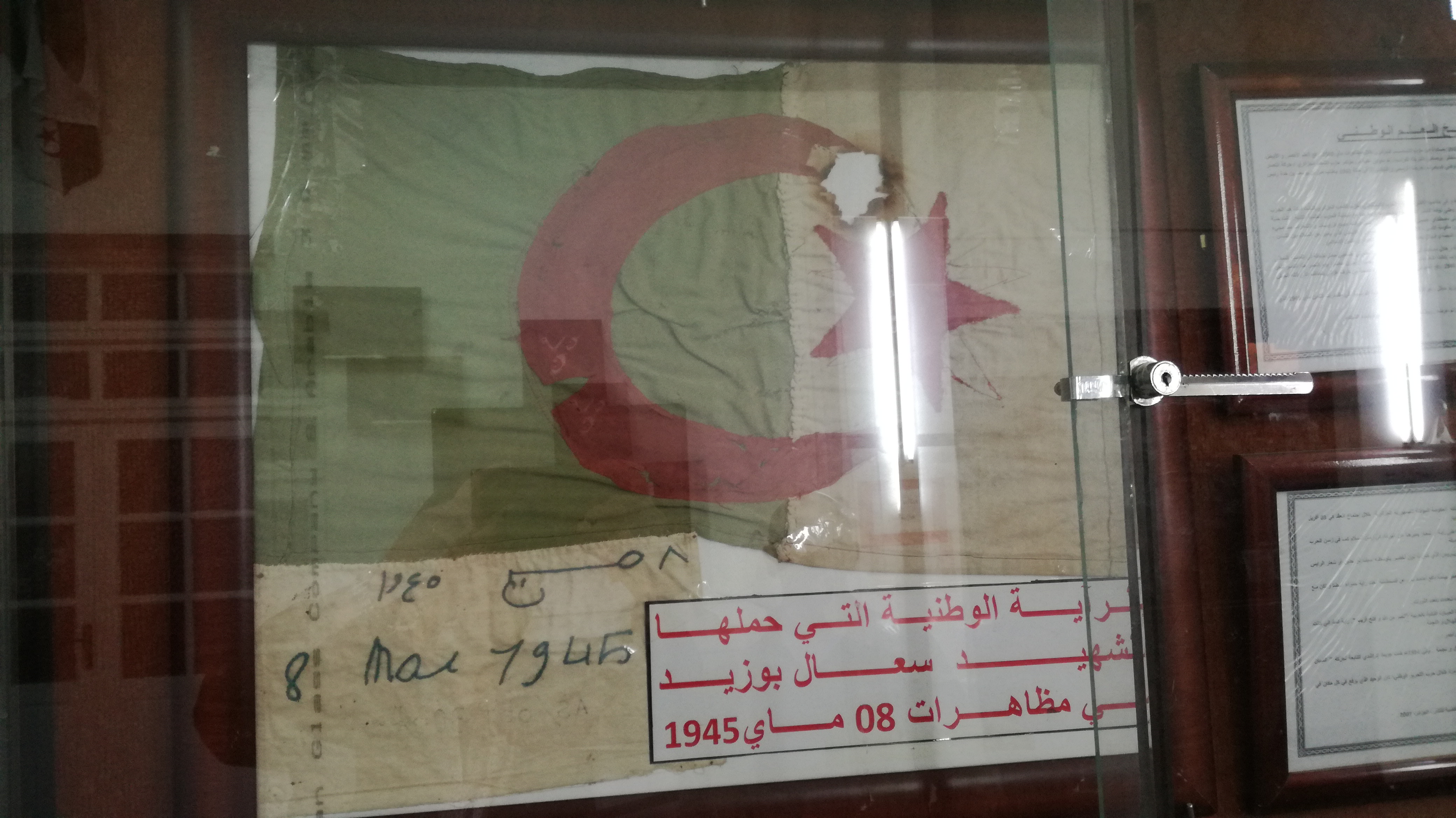
علم مظاهرات 8 مايو 1945 سطيف

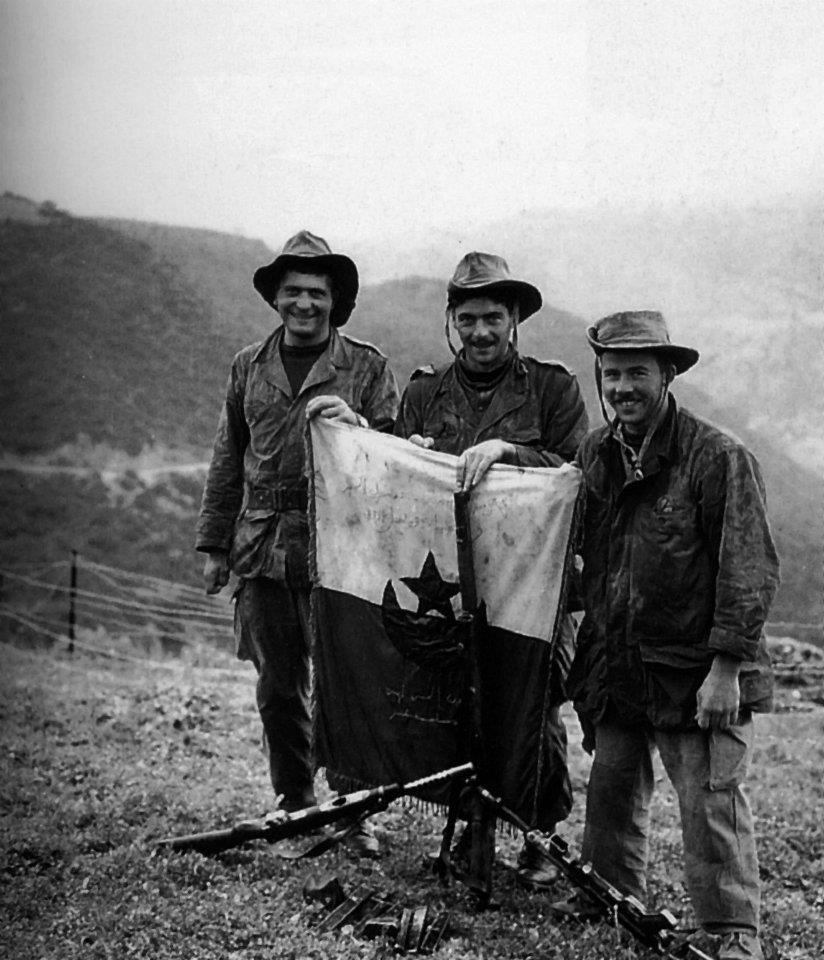
علم الجزائر في جبال الأوراس

ويتضمن العلم قسمين متساويين ملونين بالأخضر والأبيض (يكون القسم الأخضر من جهة العمود أو السارية) وبينهما هلال ونجمة باللون الأحمر. وقد أعطيت دلالة لكل لون ورمز فالأبيض رمز السلم بين البشرية والأخضر التطلع إلى التقدم والرخاء أما الأحمر فهو رمز فضيلة العمل الإنساني والهلال والنجمة دلالة للانتماء إلى الإسلام.
وذكر المؤرخ أنه تم تصور وإنجاز العلم الوطني الحالي بمحل يقع في 18 شارع سوق الجمعة بالقصبة السفلى كما قام بتنفيذ التصميم الخياطان المناضلان عبد الرحمن سماعي وسيد أحمد العمراني. وقد اعتمد هذا العلم لاحقًا من قبل المؤتمر الأول لحركة انتصار الحريات الديمقراطية في منتصف فبراير 1947 ومن حزب جبهة التحرير الوطني التي اتخذته راية للكفاح في سبيل تحرير الجزائر ابتداءًا من 1 نوفمبر 1954 وكذلك الحكومة الجزائرية المؤقتة غداة وقف القتال. وقال عباس أن عامة الشعب الجزائري لم تعرف العلم إلا في مظاهرات 11 ديسمبر 1960 عندما تمت تزكيته بدماء الشعب الجزائري من أدنى البلاد إلى أقصاها.

## الأعلام القديمة في الجزائر

علم الجزائر سنة 1940م
علم الجزائر سنة 1945م سطيف
علم الجزائر سنة 1960م
علم الجزائر سنة 1960
علم الجزائر سنة 1962
علم الجزائر (1962 - حتى الآن)

## العلم في الدستور الجزائري
«العلَم الوطنيّ والنّشيد الوطنيّ من مكاسب ثورة أول نوفمبر 1954 وهما غير قابلين للتغيير.»
«هذان الرمزان من رموز الثورة، هما رمزان للجمهورية بالصفات التالية:»
- «علم الجزائر أخضر وأبيض تتوسطه نجمة وهلال أحمرا اللون.»
- «النشيد الوطني هو "قسمًا" بجميع مقاطعه.»

«يحدد القانون ختم الدولة.»
" المادة 178: لا يمكن أي تعديل دستوري أن يمسّ:العلم الوطني والنشيد الوطني باعتبارهما من رموز الثورة والجمهورية."
اعتبارا أن تعديل المادة 5 وإضافة بند 7 للمادة 178 من الدستور، يهدفان، على التوالي، إلى إقرار ضمن الدستور، مميزات العلم الوطني والنشيد الوطني باعتبارهما من رموز ثورة أول نوفمبر 1954 والجمهورية، وإدراجهما ضمن المواضيع التي لا يمكن أن يمسّها أي تعديل دستوري، والمدرجة في المادة 178 من الدستور،
واعتبارا أن هذين الرمزين هما ملك لجميع الجزائريين، وإرث توارثته الأجيال السالفة، ويجب توريثه للأجيال القادمة،
واعتبارا أن التنصيص ضمن الدستور على هذه المميزات يهدف إلى ضمان حماية هذين الرمزين، وتكريسهما كمعالم للأمة،
واعتبارا أن إدراج هذين الرمزين من رموز الثورة والجمهورية ضمن المادة 178 من الدستور يهدف إلى جعلهما غير قابلين للتغيير، وإضفاء طابع الديمومة عليهما، وضمان حفظهما على مرّ الأزمنة والأجيال،

واعتبارا أن إدراج هذه الرموز ضمن المادة 178 من الدستور يعزز جوهر هذه المادة ومغزاها، ولا يخلّ بالوضع الدستوري للمواضيع الأخرى المذكورة في هذه المادة.

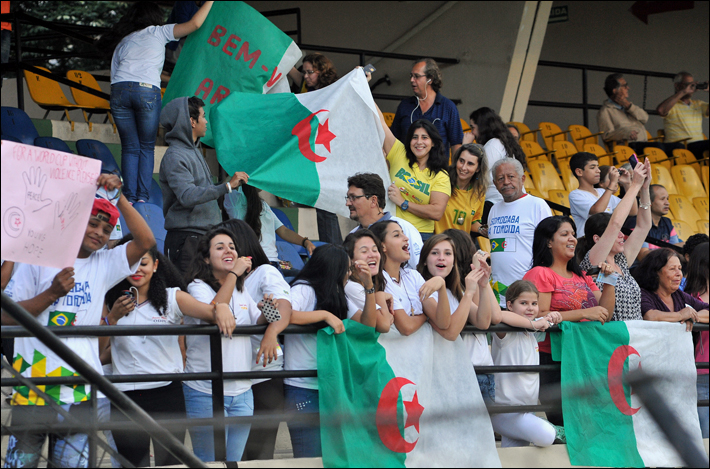
العلم الجزائري في كأس العالم بالبرازيل

أن القانون الجزائري صارم في عقوباته المتعلقة بتدنيس وتمزيق العلم الوطني والمصحف الشريف.

### قانون العقوبات
أن الجريمة يعاقب عليها قانون العقوبات في المادة 160 مكرر 2 والتي تتحدث عن 5 إلى 10 سنوات إذا ما تم تمزيق أو تشويه العلم الجزائري.

## الأعلام العسكرية

علم القوات البحرية الجزائرية
علم السفن القوات البحرية الجزائرية

## رمزية الألوان والأشكال
- اللون الأبيض في العلم يرمز للسلام والنقاء.
- اللون الأخضر يرمز للازدهار وثروات البلاد.
- اللون الأحمر فيدل على دماء شهداء ثورة التحرير (1954 إلى 1962).
- الهلال والنجمة الخماسية يرمزان للإسلام بصفته دين الدولة الرسمي والذي تعتنقه الغالبية العظمى من الجزائريين (أكثر من 99% من الجزائريين مسلمون).

## تفاصيل
عند رسم العلم يرعى ما يلي:

تركيبة العلم

- يأخذ العلم شكلا مستطيلا مقسوما إلى شطرين متساويين أبيض وأخضر. وفي قلبه هلال ونجمة حمراوين.
- تركيبة اللون الأخضر تكون من أصفر وَأزرق بنفس الكمّية حسبَ دولاب الألوان الخاص بنظرية اللون التي عملَ عليها أوغدن رود[الإنجليزية] بطول الموجة 5411 وَ الموقع 600 على الطيف العادي حسبَ الفضاء اللوني سي آي إي 1931. أما اللون الأحمر فيكون خالصا نقيا بطول الموجة 6562 وَالموقع 285.[8][9]
- طول العلم يجب أن يساوي مرة ونصف عرضه. يكون الأخضر الأقرب دائما لسارية العلم والأبيض في النصف الآخر.
- ترسم النجمة الخماسية داخل دائرة وهمية نصف قطرها ثمن 1/8 عرض العلم. يلامس رأسين من النجمة منتصف العلم على أن تبقى داخل الجزء الأبيض منه.
- أما الهلال فيرسم من تقاطع دائرتين كبيرة تتوسط العلم وأخرى صغيرة. يكون نصف قطر الدائرة الكبرى ربع 1/4 عرض العلم، أما الصغرى فخمسه 1/5.

| تنسيق الألوان | أحمر          | أخضر           | أبيض        |
| ------------- | ------------- | -------------- | ----------- |
| ح خ ز         | 210-16-52     | 0-102-51       | 255-255-255 |
| ألوان الويب   | #D21034       | #006633        | #FFFFFF     |
| س م ص د       | 0, 92, 75, 18 | 100, 0, 50, 60 | 0, 0, 0, 0  |
| بانتون        | 186 C         | 356 C          | White       |

- ملاحظة: لا وجودَ لأي مرجع رسمي يحددُ الألوان بدقة عدا المرجع الخاص بموقع الرئاسة الجزائرية السابق[8] الذي حدد الألوان طبقًا لنظرية رود الصعب تحويلها إلى أنظمة ألوان حديثة [بحاجة لدقة أكثر].

## البروتوكول
يوضع العلم الجزائري على جميع المباني العامة والعسكرية، يرفرف أيضا في مقرات المنظمات الإقليمية والدولية ومراكز البعثات الدبلوماسية الجزائرية، يتم عرض العلم الجزائري خلال الاحتفالات الوطنية ويتم منح الجوائز وفقا لطقوس معينة، تحية العلم الوطني إلزامية في جميع المدارس الجزائرية العامة والخاصة.
خلال عزف النشيد الوطني:
يجب على كل من يحضر عزف النشيد الوطني أن يقف مواجهاً للعلم.
التصرف عند رفع وإنزال أو مناولة العلم:
ينبغي رفع وإنزال العلم الوطني بتوقير، وإذا تمّ رفعه بالتزامن مع علم آخر، فيجب أن يتم ذلك بتناغم تام، وإذا تعذّر الأمر، فيجب رفع علم الجزائر أولاً، وإنزاله آخراً.
ويجب أداء تحية العلم أثناء رفعه وإنزاله من قِبَل أفراد الأمن الموجودين في المكان الذي يتم رفع العلم فيه أو إنزاله، وعلى هؤلاء الأشخاص أن يقوموا بأداء التحية العسكرية أثناء ذلك، وعلى كل من يمر بالمكان أن يقف احتراماً له لحين انتهاء المراسم، كما يتعين على العسكريين أداء التحية العسكرية،
عند استخدام العلم لتغطية نعش:
يجب وضع العلم الوطني فوق النعش، بحيث تكسو أعلى الزاوية اليسرى للعلم الزاوية اليسرى العليا للنعش، وبحيث لا يلامس أي جزء منه الأرض. ويتحتّم إزالة العلم عن النعش قبل انتهاء الجنازة، وطيّه وتسليمه لأسرة الفقيد قصد الاحتفاظ به.
تنكيس العلم في حالة الحداد:
يتم تنكيس العلم في إشارة إلى حالة حداد، ويجب رفعه أولاً إلى أعلى السارية، ثم إنزاله إلى منتصفها، حين يتم تنكيس العلم الوطني يجب أن تنكس كل الأعلام الأخرى المرفوعة في دولة الجزائر.
ويتم تنكيس الأعلام طوال الفترة المحددة حداداً على الأفراد الذين يتم تحديدهم من قبل الحكومة.
العناية السليمة بالأعلام والتخلص منها:
يجب اتباع التعليمات المحددة لتنظيف العلم، وفقاً لنوعية القماش المستخدم في صنعه، وأن يتم غسل العلم الوطني دائماً وبشكل منفصل عن أصناف الأقمشة الأخرى، كما لا يجب أبداً تجفيفه في الخارج مع الأقمشة المغسولة الأخرى.
استبدال الأعلام التالفة:
في حالة تمزق العلم الوطني، ومهما كانت نسبة الضرر فيه، يتم استبداله، ولا مجال لإصلاحه.
التخلص من العلم:
حين يصبح العلم الوطني غير صالح للاستخدام لأنه أصبح باهتاً أو تالفاً، يجب جمعه وإتلافه، أو حرقه بطريقة مناسبة، بحيث يتغير شكله ويصبح مختلفاً تماماً، ولا يدل على أنه كان علماً للدولة في السابق.
وينبغي دائماً استخدام الحجم والمادة والنوعية والفئة المناسبة للعلم عنـد رفعه، على أن يكون مطابقاً لمتطلبات المواصفات القياسية المعتمدة.
في الأيام التي يتعين على موكب العلم في المباني العامة أن يكون إجباريا من قبل القانون هي:
| التاريخ  | الاسم                        | الملاحظات |
| -------- | ---------------------------- | --------- |
| 1 مايو   | عيد العمال العالمي           |           |
| 5 يوليو  | عيد الاستقلال                |           |
| 1 نوفمبر | ذكرى اندلاع الثورة الجزائرية |           |

## وصلات خارجية
- خصائص ومميزات العلم عل موقع الرئاسة الجزائرية
- العلم الوطني يرفع لأول مرة في مسيرة 8 ماي 1945 بقالمة: قصة مليئة بالعواطف والوطنية

## هوامش ومصادر
- أعلام العالم - الجزائر
- تحـديـد خصـائص ومميزات العلم الوطني الجزائري - من موقع الرسمي للرئاسة الجزائرية.
- ملحق القانون 63- 145، المؤرخ في 25 أفريل 1963 والمتضمن تحديد خصائص ومميزات العلم الوطني الجزائري
- وثائقي عن تاريخ علم الجزائر على يوتيوب- من إنتاج الجزيرة الوثائقية
- شرح مفصل لخصائص العلم المستمدة من عدة مصادر وسبب اختلاف الألوان (بالإنجليزية)